# Peter Wibrån
Peter Wibrån (født 23. september 1969 i Växjö, Sverige) er en svensk tidligere fodboldspiller (midtbane). 
Wibrån tilbragte størstedelen af sin karriere i hjemlandet, hvor han repræsenterede henholdsvis Öster og Helsingborg men havde også et fem år langt ophold hos Hansa Rostock i den tyske Bundesliga. Han spillede desuden ti kampe for Sveriges landshold i perioden 1995-1997.

## Titler
Svenska Cupen
- 1998 med Helsingborg